# 得生寺 (有田市)
得生寺（とくしょうじ）は、和歌山県有田市にある西山浄土宗の寺院。山号は雲雀山。本尊は阿弥陀如来。中将姫ゆかりの寺院であり、別名を中将姫寺ともいう。

## 歴史
得生寺記によると天平宝字3年（759年）、右大臣藤原豊成の娘である中将姫が父の後妻によってこの雲雀山の地（諸説あり）に捨てられ、家来である伊藤春時に殺されかけてしまう。しかし、春時は姫を害することが出来ずに逆に姫を匿い、そして出家して得生を名乗ってこの地に草庵を設けた。草庵は後に安養庵と称された。
文明年間（1469年 - 1486年）に明秀光雲上人が入って中興し、安養庵の号を改めて伊藤春時の僧名・得生を新たな寺号とし、雲雀山得生寺と改名し、同時に浄土宗西山派の寺院に改宗した。
文亀年間（1501年 - 1503年）に雲雀山から麓の高井に寺基を移す。永禄10年（1567年）に宮城に移し、寛永5年（1752年）、現在地である新田蓮坪に移して今の本堂を同年4月に完成させた。
中将姫の命日である5月14日には「中将姫会式」が開催され、糸我得生寺の来迎会式（二十五菩薩練供養）が行われる。糸我得生寺の来迎会式は1968年（昭和43年）に和歌山県指定無形文化財に指定されている。

## 境内
- 本堂 - 寛永5年（1752年）4月再建。
- 開山堂 - 中将姫と伊藤春時夫妻を祀る。
- 鐘楼
- 庫裡

## 文化財

### 重要美術品
- 絹本着色浄土曼荼羅

### 和歌山県指定無形文化財
- 糸我得生寺の来迎会式 - 二十五菩薩による練供養。

### 有田市指定有形文化財
- 雲雀山宝篋印塔
- 当麻曼荼羅図
- 蓮刺繍三尊
- 木造阿弥陀如来坐像
- 木造中将姫坐像 付：木造得生・妙生坐像

## 前後の札所
ぼけよけ二十四地蔵尊霊場
3 禅林寺　-　4 得生寺　-　5 浄教寺
西方四十八願所
39 浄土寺　-　40 得生寺　-　41 総持寺
紀州名刹十二支霊場